# Österreichische Staatsmeisterschaften in Rhythmischer Gymnastik 2015
Die Österreichische Staatsmeisterschaften in Rhythmischer Gymnastik 2015 im Einzel fanden am 24. und 25. Oktober 2015 in Wien in der Sporthalle Brigittenau, die in der Gruppe fanden am 28. November 2015 in Innsbruck in der Sporthalle USI Innsbruck statt. Veranstalter war der Österreichische Fachverband für Turnen, die Ausrichter waren Allgemeiner Sportverband Wien in Kooperation mit dem TV Wien-Mariahil und Landesfachverband für Turnen Tirol.

## Einzel

### Programm und Zeitplan
| Datum            | Uhrzeit           | Wettkampf                                   |
| ---------------- | ----------------- | ------------------------------------------- |
| Sa., 24. Oktober | 8:00 – 9:45 Uhr   | Einturnen                                   |
| Sa., 24. Oktober | 9:00 – 9:45 Uhr   | KampfrichterInnen-Besprechung               |
| Sa., 24. Oktober | 10:00 – 12:30 Uhr | Wettkampf Juniorinnen 2 (Startnummer 1–16)  |
| Sa., 24. Oktober | 12:30 – 12:45 Uhr | Eröffnung                                   |
| Sa., 24. Oktober | 12:45 – 13:00 Uhr | Pause/Einturnen auf der Wettkampffläche     |
| Sa., 24. Oktober | 13:00 – 14:30 Uhr | Wettkampf Juniorinnen 1 (Startnummer 1–10)  |
| Sa., 24. Oktober | 14:30 – 14:45 Uhr | Pause/Einturnen auf der Wettkampffläche     |
| Sa., 24. Oktober | 14:45 – 16:15 Uhr | Wettkampf Juniorinnen 1 (Startnummer 11–20) |
| Sa., 24. Oktober | 16:15 – 16:30 Uhr | Pause/Einturnen auf der Wettkampffläche     |
| Sa., 24. Oktober | 16:30 – 18:15 Uhr | Wettkampf Elite (Startnummer 1–12)          |
| Sa., 24. Oktober | 18:15 – 18:30 Uhr | Pause/Einturnen auf der Wettkampffläche     |
| Sa., 24. Oktober | 18:30 – 20:15 Uhr | Wettkampf Elite (Startnummer 13–24)         |
| Sa., 24. Oktober | anschließend      | Siegerehrung                                |
| So., 25. Oktober | 8:00 – 9:45 Uhr   | Einturnen Finalteilnehmerinnen              |
| So., 25. Oktober | 9:00 – 9:45 Uhr   | KampfrichterInnen-Besprechung               |
| So., 25. Oktober | 10:00 – 11:30 Uhr | Finali Juniorinnen & Elite                  |
| So., 25. Oktober | 11:30 – 11:45 Uhr | Pause                                       |
| So., 25. Oktober | 11:45 – 13:00 Uhr | Finali Juniorinnen & Elite                  |
| So., 25. Oktober | ab 13:15 Uhr      | Siegerehrung                                |

### Teilnehmerinnen
| 60 Teilnehmerinnen und 22 Teams aus 7 Bundesländern Teilnehmende Bundesländer mit Zahl der Aktiven (Teilnehmerinnen/Teams) | 60 Teilnehmerinnen und 22 Teams aus 7 Bundesländern Teilnehmende Bundesländer mit Zahl der Aktiven (Teilnehmerinnen/Teams) | 60 Teilnehmerinnen und 22 Teams aus 7 Bundesländern Teilnehmende Bundesländer mit Zahl der Aktiven (Teilnehmerinnen/Teams) |
| --- | --- | --- |
| - Niederösterreich (2/1) - Oberösterreich (8/3) - Salzburg (2/1)                                                           | - Steiermark (21/5) - Tirol (10/4) - Vorarlberg (8/4) - Wien (9/4)                                                         | |

### Mehrkampf

#### Elite
| Rang | Athletin                                   | Reifen | Ball   | Keulen | Band   | Gesamt |
| ---- | ------------------------------------------ | ------ | ------ | ------ | ------ | ------ |
| 1    | Nicol Ruprecht (VRG Wörgl)                 | 18.033 | 17.750 | 17.783 | 17.800 | 71.367 |
| 2    | Natascha Wegscheider (Allgemeiner TV Graz) | 16.600 | 16.583 | 16.833 | 16.667 | 66.683 |
| 3    | Julia Meder (Allgemeiner TV Graz)          | 15.217 | 14.733 | 15.300 | 14.283 | 59.533 |
| 4    | Noelle Breuss (TS Röthis)                  | 15.600 | 12.800 | 15.500 | 14.117 | 58.017 |
| 5    | Nicole Weinl (TS Röthis)                   | 14.183 | 14.333 | 14.383 | 13.167 | 56.067 |
| 6    | Anastasiya Detkova (ÖTB Mariahilf)         | 13.283 | 14.467 | 14.633 | 13.267 | 55.650 |
| 7    | Anna Sprinzl (VRG Wörgl)                   | 12.900 | 12.517 | 12.383 | 13.117 | 50.917 |
| 8    | Daniela Hohl (Allgemeiner TV Graz)         | 12.433 | 12.767 | 13.400 | 9.950  | 48.550 |
| 9    | Livia Meder (Allgemeiner TV Graz)          | 12.617 | 11.483 | 12.850 | 10.283 | 47.233 |
| 10   | Julia Harlander (Allgemeiner TV Graz)      | 11.800 | 10.933 | 12.217 | 9.917  | 44.867 |
| 11   | Lea Huber (VRG Wörgl)                      | 12.417 | 10.417 | 12.083 | 9.750  | 44.667 |
| 12   | Katharina Ribo (Allgemeiner TV Graz)       | 11.267 | 10.400 | 10.850 | 9.450  | 41.967 |

| Rang | Athletin                                          | Reifen | Ball   | Keulen | Band  | Gesamt |
| ---- | ------------------------------------------------- | ------ | ------ | ------ | ----- | ------ |
| 13   | Laura Hannl (Sportunion ADM Linz)                 | 11.050 | 9.450  | 11.500 | 9.017 | 41.017 |
| 14   | Katja Aguini (Allgemeiner TV Graz)                | 9.900  | 10.533 | 10.483 | 9.150 | 40.067 |
| 15   | Hana Pajazetovic (ÖTB Linz)                       | 10.583 | 9.550  | 9.083  | 9.267 | 38.483 |
| 16   | Stefanie Fischer (Allgemeiner TV Graz)            | 9.200  | 10.267 | 10.267 | 8.583 | 38.317 |
| 17   | Melanie Arnold (Innsbrucker TV)                   | 10.733 | 8.817  | 9.900  | 8.800 | 38.250 |
| 18   | Anna Mairoser (Innsbrucker TV)                    | 9.217  | 9.333  | 9.600  | 9.667 | 37.817 |
| 19   | Katrin Sattler (Sportunion West Wien)             | 9.867  | 9.150  | 9.867  | 8.617 | 37.500 |
| 20   | Larissa Steinberger (Gymnastiksport Union Graz)   | 8.483  | 9.300  | 10.350 | 9.150 | 37.283 |
| 21   | Maria-Christine Weber (Gymnastiksport Union Graz) | 8.483  | 9.517  | 10.000 | 8.633 | 36.633 |
| 22   | Nicole Buchegger (Sportunion Pettenbach)          | 10.417 | 7.583  | 9.500  | 8.300 | 35.800 |
| 23   | Valentina Wieser (Innsbrucker TV)                 | 9.117  | 7.300  | 8.850  | 7.983 | 33.250 |

#### Juniorinnen I
| Rang | Athletin                                   | Seil   | Reifen | Ball   | Keulen | Gesamt |
| ---- | ------------------------------------------ | ------ | ------ | ------ | ------ | ------ |
| 1    | Anastasia Potemkina (ÖTB Mariahilf)        | 13.850 | 14.550 | 15.167 | 14.850 | 58.417 |
| 2    | Anika Nachbauer (TS Satteins)              | 11.500 | 13.217 | 13.650 | 12.100 | 50.467 |
| 3    | Oksana Slavova (Sportunion West Wien)      | 12.300 | 10.683 | 13.167 | 12.217 | 48,367 |
| 4    | Laura Prantner (Sportunion Rauris)         | 10.267 | 10.950 | 12.567 | 12.633 | 46.417 |
| 5    | Florentina Marchart (Sportunion West Wien) | 11.067 | 11.650 | 11.300 | 11.733 | 45.750 |
| 6    | Alina Wiener (SG Götzis)                   | 10.467 | 11.117 | 12.100 | 11.950 | 45.633 |
| 7    | Klara Welzig (TS Hohenems)                 | 10.200 | 11.333 | 12.133 | 11.933 | 45.600 |
| 8    | Katharina Platzer (SG Götzis)              | 11.500 | 10.817 | 12.083 | 10.433 | 44.833 |
| 9    | Lucy Probst (ATV Wiener Neustadt)          | 11.300 | 11.450 | 9.217  | 11.217 | 43.183 |
| 10   | Gloria Both (TS Dornbirn)                  | 10.917 | 10.883 | 9.400  | 10.617 | 41.817 |

| Rang | Athletin                                  | Seil   | Reifen | Ball   | Keulen | Gesamt |
| ---- | ----------------------------------------- | ------ | ------ | ------ | ------ | ------ |
| 11   | Nina Emmer (Allgemeiner TV Graz)          | 10.817 | 8.933  | 10.517 | 10.283 | 40.550 |
| 12   | Naoko Sakurai (Sportunion West Wien)      | 9.233  | 10.833 | 10.783 | 9.333  | 40.183 |
| 13   | Verena Amering (Sportunion Pettenbach)    | 9.733  | 9.850  | 10.000 | 8.483  | 38.067 |
| 14   | Rosa Kreft (ÖTB Linz)                     | 9.950  | 9.417  | 9.983  | 8.533  | 37.883 |
| 15   | Carina Xanthopoulos (Sportunion ADM Linz) | 8.750  | 8.767  | 10.417 | 9.100  | 37.033 |
| 16   | Serena Pucher (Allgemeiner TV Graz)       | 8.933  | 10.167 | 9.150  | 8.550  | 36.800 |
| 17   | Anna-Sophie Reitter (Innsbrucker TV)      | 9.467  | 9.050  | 9.150  | 8.767  | 36.433 |
| 18   | Draginja Savic (Innsbrucker TV)           | 8.583  | 7.267  | 9.050  | 9.367  | 34.267 |
| 19   | Nina Kroitzsch (Allgemeiner TV Graz)      | 8.067  | 8.533  | 8.900  | 7.733  | 33.233 |
| 20   | Zana Haxhija (Allgemeiner TV Graz)        | 7.717  | 7.267  | 9.133  | 8,400  | 32.517 |

#### Juniorinnen II
| Rang | Athletin                                 | Seil   | Reifen | Ball   | Keulen | Gesamt |
| ---- | ---------------------------------------- | ------ | ------ | ------ | ------ | ------ |
| 1    | Lucy-Ann Huber (Allgemeiner TV Graz)     | 12.067 | 12.800 | 13.017 | 12.983 | 50.867 |
| 2    | Lisa Hofmann (ATUS Korneuburg)           | 11.783 | 12.750 | 12.583 | 12.750 | 49.867 |
| 3    | Maria Remezkova (ÖTB Mariahilf)          | 11.167 | 11.267 | 11.200 | 11.500 | 45.133 |
| 4    | Marion Möstl (TGU Salzburg)              | 9.800  | 9.567  | 10.750 | 10.400 | 40.517 |
| 5    | Katie Yates (Allgemeiner TV Graz)        | 9.650  | 9.767  | 9.983  | 10.000 | 39.400 |
| 6    | Elisabeth Michalek (Allgemeiner TV Graz) | 9.583  | 8.833  | 10.000 | 10.200 | 38.617 |
| 7    | Franziska Herzog (Allgemeiner TV Graz)   | 9.117  | 9.700  | 9.167  | 10.233 | 38.217 |
| 8    | Marie-Luise Ranner (Allgemeiner TV Graz) | 9.200  | 8.867  | 10.317 | 9.833  | 37.217 |

| Rang | Athletin                                 | Seil  | Reifen | Ball  | Keulen | Gesamt |
| ---- | ---------------------------------------- | ----- | ------ | ----- | ------ | ------ |
| 9    | Katharina Karg (TS Lauterach)            | 9.500 | 9.250  | 8.850 | 9.617  | 37.217 |
| 10   | Romana Nagler (VRG Wörgl)                | 8.783 | 9.550  | 9.950 | 8.900  | 37.183 |
| 11   | Nina Böhm (Sportunion West Wien)         | 8.767 | 8.650  | 9.650 | 8.617  | 35.683 |
| 12   | Isabella Berger (Innsbrucker TV)         | 8.283 | 9.067  | 9.033 | 8.350  | 34.733 |
| 13   | Lisa Biberhofer (Sportunion Mühlbach)    | 8.950 | 8.917  | 9.133 | 7.333  | 34,333 |
| 14   | Anna Günter (Allgemeiner TV Graz)        | 8.000 | 8.850  | 9.017 | 8.167  | 34.033 |
| 15   | Johanna Grutschnig (Allgemeiner TV Graz) | 7.967 | 9.117  | 7.583 | 8.933  | 33.600 |
| 16   | Tuja Munkh (Sportunion ADM Linz)         | 8.167 | 8.450  | 8.650 | 7.933  | 33.200 |

### Gerätefinals

#### Elite
| Rang | Athletin                                   | Punkte |
| ---- | ------------------------------------------ | ------ |
| 1    | Nicol Ruprecht (VRG Wörgl)                 | 17.800 |
| 2    | Natascha Wegscheider (Allgemeiner TV Graz) | 16.833 |
| 3.   | Noelle Breuss (TS Röthis)                  | 14.867 |
| 4    | Julia Meder (Allgemeiner TV Graz)          | 13.967 |
| 5    | Nicole Weinl (TS Röthis)                   | 13.783 |
| 6    | Anastasiya Detkova (ÖTB Mariahilf)         | 13.317 |
| 7    | Livia Meder (Allgemeiner TV Graz)          | 13.067 |
| 8    | Anna Sprinzl (VRG Wörgl)                   | 10.833 |

| Rang | Athletin                                   | Punkte |
| ---- | ------------------------------------------ | ------ |
| 1    | Nicol Ruprecht (VRG Wörgl)                 | 17.717 |
| 2    | Natascha Wegscheider (Allgemeiner TV Graz) | 17.033 |
| 3    | Nicole Weinl (TS Röthis)                   | 15.133 |
| 4    | Noelle Breuss (TS Röthis)                  | 15.117 |
| 5    | Anastasiya Detkova (ÖTB Mariahilf)         | 14.867 |
| 6    | Julia Meder (Allgemeiner TV Graz)          | 14.283 |
| 7    | Anna Sprinzl (VRG Wörgl)                   | 12.683 |
| 8    | Daniela Hohl (Allgemeiner TV Graz)         | 11.550 |

| Rang | Athletin                                   | Punkte |
| ---- | ------------------------------------------ | ------ |
| 1    | Nicol Ruprecht (VRG Wörgl)                 | 17.633 |
| 2    | Natascha Wegscheider (Allgemeiner TV Graz) | 16.700 |
| 3    | Julia Meder (Allgemeiner TV Graz)          | 15.150 |
| 4    | Noelle Breuss (TS Röthis)                  | 15.067 |
| 5    | Anastasiya Detkova (ÖTB Mariahilf)         | 14.117 |
| 6    | Livia Meder (Allgemeiner TV Graz)          | 12.633 |
| 7    | Nicole Weinl (TS Röthis)                   | 11.933 |
| 8    | Daniela Hohl (Allgemeiner TV Graz)         | 11.533 |

| Rang | Athletin                                   | Punkte |
| ---- | ------------------------------------------ | ------ |
| 1    | Nicol Ruprecht (VRG Wörgl)                 | 17.850 |
| 2    | Natascha Wegscheider (Allgemeiner TV Graz) | 16.683 |
| 3    | Noelle Breuss (TS Röthis)                  | 14.050 |
| 4    | Julia Meder (Allgemeiner TV Graz)          | 13.333 |
| 5    | Anastasiya Detkova (ÖTB Mariahilf)         | 13.017 |
| 6    | Nicole Weinl (TS Röthis)                   | 12.100 |
| 7    | Anna Sprinzl (VRG Wörgl)                   | 11.733 |
| 8    | Livia Meder (Allgemeiner TV Graz)          | 11.117 |

#### Juniorinnen
| Rang | Athletin                              | Punkte |
| ---- | ------------------------------------- | ------ |
| 1    | Lisa Hofmann (ÖTB Mariahilf)          | 15.033 |
| 2    | Anastasia Potemkina (ÖTB Mariahilf)   | 12.567 |
| 3.   | Lucy-Ann Huber (Allgemeiner TV Graz)  | 12.433 |
| 4    | Lucy Probst (ATV Wiener Neustadt)     | 12.200 |
| 5    | Maria Remezkova (ÖTB Mariahilf)       | 11.750 |
| 6    | Oksana Slavova (Sportunion West Wien) | 11.383 |
| 7    | Katharina Platzer (SG Götzis)         | 10.583 |
| 8    | Anika Nachbauer (TS Satteins)         | 9.883  |

| Rang | Athletin                                   | Punkte |
| ---- | ------------------------------------------ | ------ |
| 1    | Anastasia Potemkina (ÖTB Mariahilf)        | 14.700 |
| 2    | Anika Nachbauer (TS Satteins)              | 13.033 |
| 3.   | Lucy-Ann Huber (Allgemeiner TV Graz)       | 12.600 |
| 4    | Lucy Probst (ATV Wiener Neustadt)          | 12.367 |
| 5    | Maria Remezkova (ÖTB Mariahilf)            | 12.050 |
| 6    | Lisa Hofmann (ÖTB Mariahilf)               | 11.883 |
| 7    | Florentina Marchart (Sportunion West Wien) | 11.783 |
| 8    | Klara Welzig (TS Hohenems)                 | 11.300 |

| Rang | Athletin                                   | Punkte |
| ---- | ------------------------------------------ | ------ |
| 1    | Anastasia Potemkina (ÖTB Mariahilf)        | 15.500 |
| 2    | Lucy-Ann Huber (Allgemeiner TV Graz)       | 13.367 |
| 3.   | Lisa Hofmann (ÖTB Mariahilf)               | 13.000 |
| 4    | Alina Wiener (SG Götzis)                   | 12.917 |
| 5    | Oksana Slavova (Sportunion West Wien)      | 12.717 |
| 6    | Katharina Platzer (SG Götzis)              | 11.533 |
| 7    | Klara Welzig (TS Hohenems)                 | 11.433 |
| 8    | Florentina Marchart (Sportunion West Wien) | 11.183 |

| Rang | Athletin                                   | Punkte |
| ---- | ------------------------------------------ | ------ |
| 1    | Anastasia Potemkina (ÖTB Mariahilf)        | 14.100 |
| 2    | Lucy-Ann Huber (Allgemeiner TV Graz)       | 13.767 |
| 3.   | Alina Wiener (SG Götzis)                   | 13.483 |
| 4    | Lisa Hofmann (ÖTB Mariahilf)               | 13.200 |
| 5    | Klara Welzig (TS Hohenems)                 | 13.100 |
| 6    | Oksana Slavova (Sportunion West Wien)      | 12.133 |
| 7    | Maria Remezkova (ÖTB Mariahilf)            | 11.800 |
| 8    | Florentina Marchart (Sportunion West Wien) | 11.300 |

### Team

#### Elite
| Rang | Team           | Athletin                                                | Punkte  |
| ---- | -------------- | ------------------------------------------------------- | ------- |
| 1    | Steiermark I   | Lea Huber Natascha Wegscheider Julia Meder Daniela Hohl | 124.367 |
| 2    | Tirol I        | Nicol Ruprecht Anna Sprinzl Lea Huber                   | 122.417 |
| 3.   | Vorarlberg     | Noelle Breuss Nicole Weinl                              | 114.083 |
| 4    | Steiermark II  | Livia Meder Julia Harlander                             | 92.100  |
| 5    | Steiermark III | Katja Aguini Katharina Ribo Stefanie Fischer            | 82.033  |
| 6    | Oberösterreich | Laura Hannl Hana Pajazetovic                            | 79.500  |
| 7    | Tirol II       | Melanie Arnnold Anna Mairoser                           | 76.067  |

#### Juniorinnen I
| Rang | Team             | Athletin                                     | Punkte  |
| ---- | ---------------- | -------------------------------------------- | ------- |
| 1    | Wien III         | Anastasia Potemkina Maria Remezkova          | 103.550 |
| 2    | Vorarlberg I     | Annika Nachbaur Katharina Platzer            | 95.300  |
| 3.   | Wien I           | Oksana Slavova Florentina Machart            | 94.117  |
| 4    | Niederösterreich | Lucy Probst Lisa Hofmann                     | 93.050  |
| 5    | Steiermark I     | Lucy Ann Huber Marie-Luise Ranner Nina Emmer | 91.417  |
| 6    | Vorarlberg II    | Klara Welzig Alina Wiener                    | 91.233  |
| 7    | Salzburg         | Laura Prantner Marion Möstl                  | 86.933  |

| Rang | Team              | Athletin                                        | Punkte |
| ---- | ----------------- | ----------------------------------------------- | ------ |
| 8    | Steiermark II     | Katie Yates Elisabeth Michalek Franziska Herzog | 79.117 |
| 9    | Vorarlberg III    | Gloria Both Katharina Karg                      | 79.033 |
| 10   | Wien II           | Nina Böhm Naoko Sakurai                         | 75.867 |
| 11   | Oberösterreich I  | Verena Amering Carina Xanthopoulos              | 75.100 |
| 12   | Tirol II          | Isabella Berger Romana Nagler                   | 71.917 |
| 13   | Tirol I           | Anna-Sophia Reitter Draginja Savic              | 70.700 |
| 14   | Oberösterreich II | Lisa Biberhofer Tuja Munkh                      | 67.533 |

## Gruppe

### Programm und Zeitplan
| Datum             | Uhrzeit           | Wettkampf                                      |
| ----------------- | ----------------- | ---------------------------------------------- |
| Sa., 28. November | ab 9:00           | Einturnen                                      |
| Sa., 28. November | 10:10 – 10:40 Uhr | Einturnen Jugend C                             |
| Sa., 28. November | 10:00 – 10:45 Uhr | KampfrichterInnen-Besprechung                  |
| Sa., 28. November | 10:50 – 11:00 Uhr | Einmarsch                                      |
| Sa., 28. November | 11:00 – 11:15 Uhr | Eröffnung und Ausmarsch                        |
| Sa., 28. November | 11:15 – 11:40 Uhr | Wettkampf Jugend C                             |
| Sa., 28. November | 11:40 – 12:10 Uhr | Einturnen Jugend B                             |
| Sa., 28. November | 12:15 – 12:45 Uhr | Wettkampf Jugend B                             |
| Sa., 28. November | 12:45 – 13:20 Uhr | Einturnen Jugend A                             |
| Sa., 28. November | 13:25 – 13:55 Uhr | Wettkampf Jugend A                             |
| Sa., 28. November | 13:55 – 14:40 Uhr | Einturnen Juniorinnen und Elite                |
| Sa., 28. November | 14:45 – 15:20 Uhr | Wettkampf Juniorinnen und Elite (1. Durchgang) |
| Sa., 28. November | 15:20 – 15:25 Uhr | Pause                                          |
| Sa., 28. November | 15:25 – 16:00 Uhr | Wettkampf Juniorinnen und Elite (2. Durchgang) |
| Sa., 28. November | anschl.           | Siegerehrung                                   |
| Sa., 28. November | 16:45 Uhr         | Abschluss der Veranstaltung                    |

### Teams
| 28 Teams aus 7 Bundesländern Teilnehmende Bundesländer mit Zahl der Aktiven | 28 Teams aus 7 Bundesländern Teilnehmende Bundesländer mit Zahl der Aktiven | 28 Teams aus 7 Bundesländern Teilnehmende Bundesländer mit Zahl der Aktiven |
| --------------------------------------------------------------------------- | --------------------------------------------------------------------------- | --------------------------------------------------------------------------- |
| - Niederösterreich (4) - Oberösterreich (2) - Salzburg (4)                  | - Steiermark (8) - Tirol (5) - Vorarlberg (4) - Wien (1)                    |                                                                             |

### Elite
| Rang | Gruppen                 | 3 2    | 3 2    | Gesamt |
| ---- | ----------------------- | ------ | ------ | ------ |
| 1    | Allgemeiner TV Graz I   | 14.350 | 13.600 | 27.950 |
| 2    | Landesfachverband Tirol | 12.950 | 14.250 | 27.200 |
| 3    | Allgemeiner TV Graz II  | 13.150 | 13.200 | 26.350 |
| 4    | Sportunion West Wien    | 12.000 | 11.950 | 23.950 |
| 5    | Landesverband OÖ        | 10.400 | 9.500  | 19.900 |

### Juniorinnen
| Rang | Gruppen                   | 5      | 5      | Gesamt |
| ---- | ------------------------- | ------ | ------ | ------ |
| 1    | Vorarlberger Turnerschaft | 14.600 | 14.050 | 28.650 |
| 2    | Allgemeiner TV Graz       | 13.500 | 13.150 | 26.650 |
| 3    | Landesverband NÖ          | 11.250 | 12.950 | 24.200 |
| 4    | Landesfachverband Tirol   | 12.050 | 11.750 | 23.800 |

### Jugend A
| Rang | Gruppen                   | 5      |
| ---- | ------------------------- | ------ |
| 1    | Allgemeiner TV Graz       | 11.450 |
| 2    | Vorarlberger Turnerschaft | 11.383 |
| 3    | Landesverband NÖ          | 10.350 |
| 4    | TGU Salzburg              | 10.050 |
| 5    | Landesverband OÖ          | 9.683  |
| 6    | Gymnastiksport Union Graz | 9.600  |
| 7    | Sportunion Rauris         | 9.000  |

### Jugend B
| Rang | Gruppen                      | 5      |
| ---- | ---------------------------- | ------ |
| 1    | ATUS Korneuburg              | 10.983 |
| 2    | Allgemeiner TV Graz          | 10.517 |
| 3    | Landesfachverband Tirol      | 10.167 |
| 4    | Vorarlberger Turnerschaft I  | 10.050 |
| 5    | Vorarlberger Turnerschaft II | 9.767  |
| 6    | Sportunion Rauris            | 9.150  |

### Jugend C
| Rang | Gruppen                    | ohne Handgerät |
| ---- | -------------------------- | -------------- |
| 1    | Landesfachverband Tirol I  | 10.017         |
| 2    | Allgemeiner TV Graz        | 9.750          |
| 3    | Gymnastiksport Union Graz  | 9.233          |
| 4    | Landesfachverband Tirol II | 8.283          |
| 5    | TGU Salzburg               | 7.617          |
| 6    | FAC Gitti-City Stockerau   | 7.533          |